# Hapalodectidae
Los hapalodéctidos (Hapalodectidae) son una familia extinta de mamíferos mesoniquios de tamaño relativamente pequeño (1–8 kg), que existieron durante el Paleoceno y Eoceno en América del Norte y Asia.  Los hapalodéctidos diferían de los mesoniquios más grandes en su dentadura especializada para cortar (posiblemente carne), mientras los dientes de otros mesoniquios como Mesonyx y Sinonyx, estaban más adaptados para triturar huesos.  Anteriormente se les consideró una subfamilia de Mesonychidae, pero el descubrimiento de un cráneo de Hapalodectes hetangensis que mostraba diferencias adicionales que justificaban la ubicación en una familia diferente.  Especialmente H. hetangensis tenía una barra postorbital que ocluía la parte posterior de la órbita, un carácter ausente en los mesoníquidos. El esqueleto de los hapalodéctidos es poco conocido y los elementos postcraneales solo se ha descrito el humero. La morfología de este huesos indica menos especialización para la locomoción terrestre en comparación con los mesoníquidos.

## Especies
Familia Hapalodectidae
- Género Hapalodectes
  - Hapalodectes anthracinus
  - Hapalodectes hetangensis
  - Hapalodectes dux
  - Hapalodectes leptognathus
  - Hapalodecte slovei
  - Hapalodectes serus
- Género Hapalorestes
  - Hapalorestes lovei
- Género Metahapalodectes
  - Metahapalodectes makhchinus
- Género Lohoodon
  - Lohoodon lushiensis
- Género Honanodon
  - Honanodon chow
  - Honanodon hebetis
  - Honanodon lushiensis
  - Honanodon macrodontus